# Litania do Wszystkich Świętych

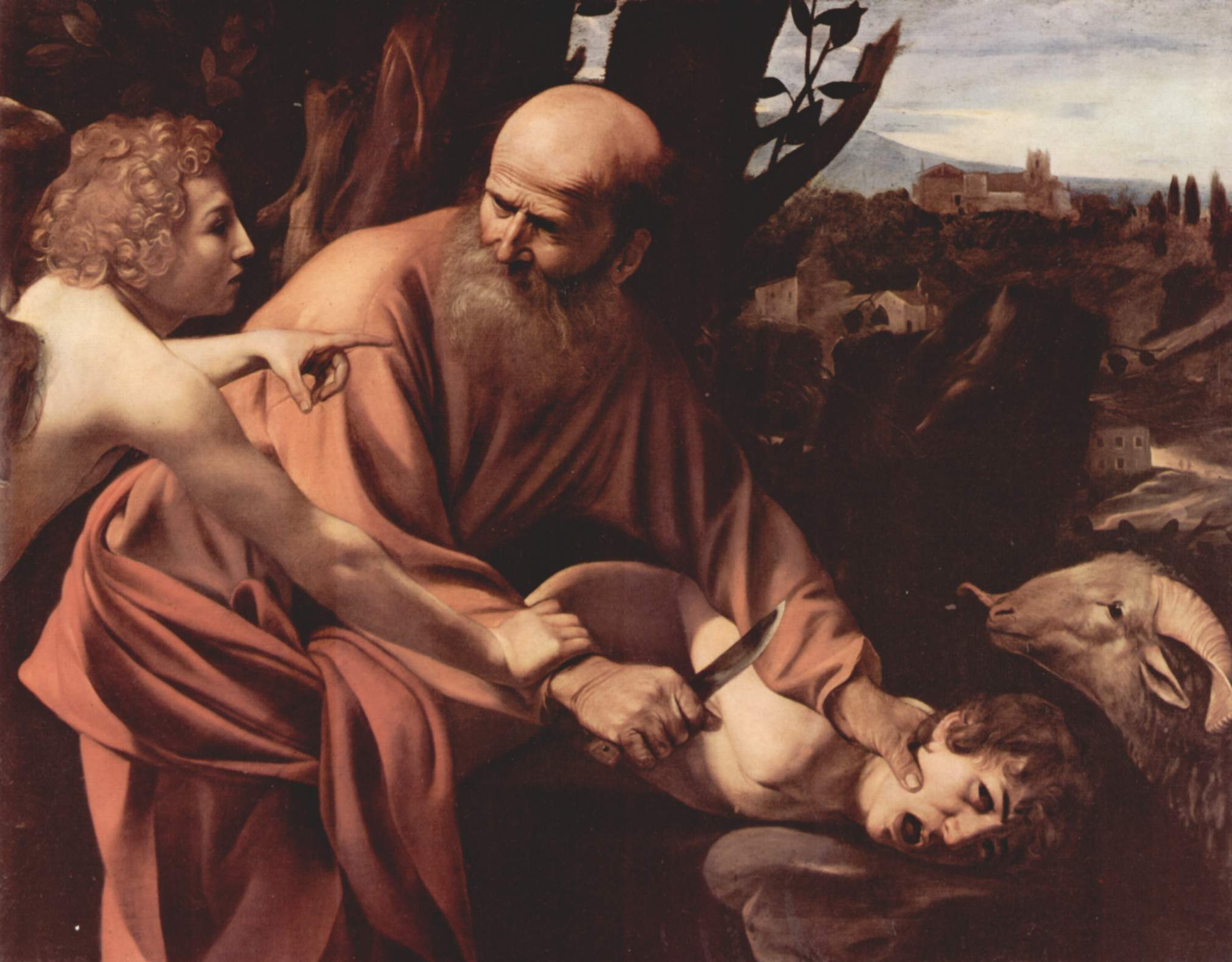
Święty Abraham

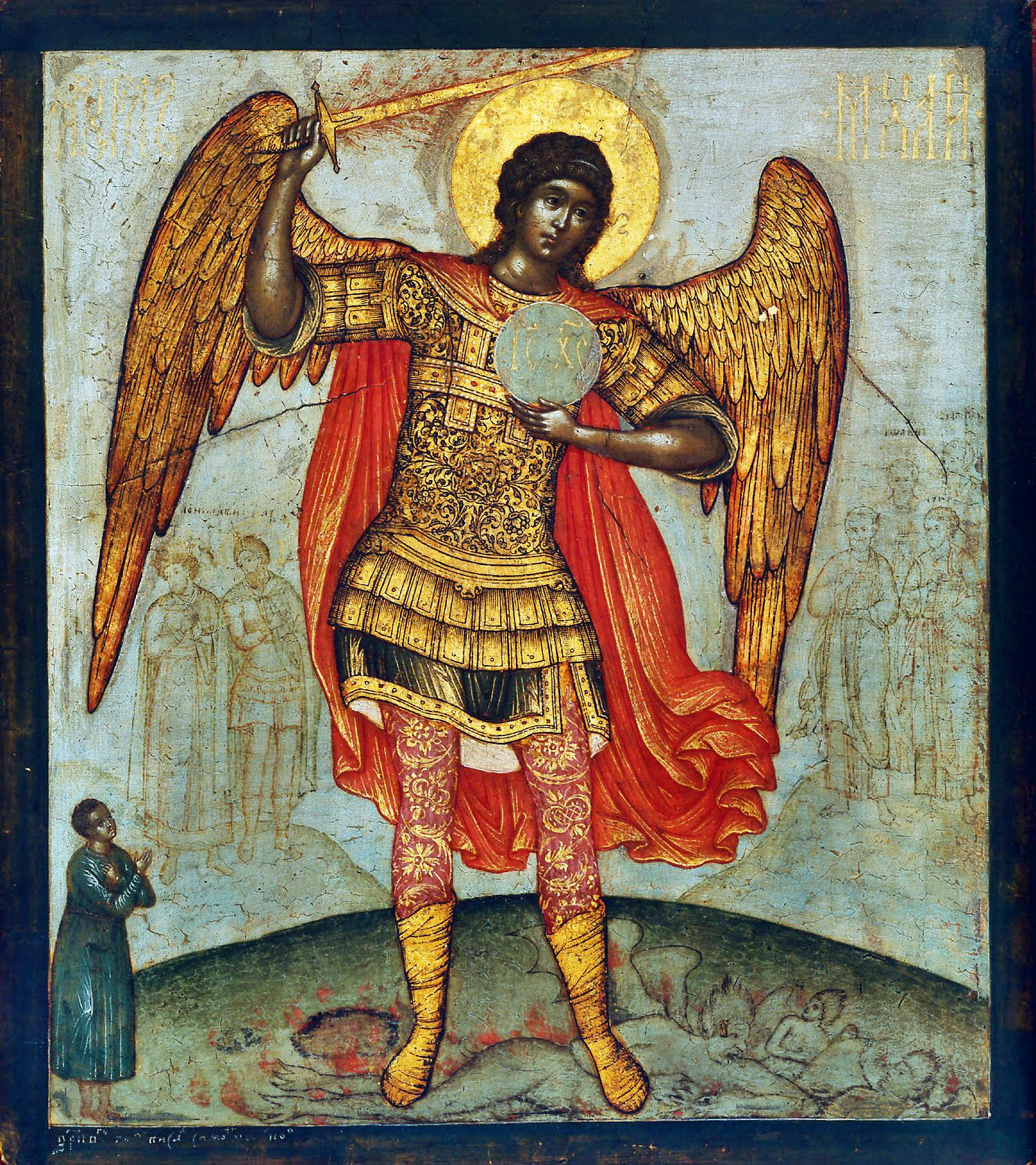
Święty Michał

Litania do Wszystkich Świętych (łac. Litaniae Sanctorum) – powstała w IV wieku w obrządkach jerozolimskim i antiocheńskim litania zaliczana do grupy litanii mniejszych. Śpiewana podczas Wigilii Paschalnej, nieszporów chrzcielnych, w czasie konsekracji kościoła i ołtarza, również podczas święceń kapłańskich, święceń diakonatu oraz sakry biskupiej, a także wówczas, gdy kardynałowie wchodzą do Kaplicy Sykstyńskiej na konklawe.